# Tuticanus cruciatus
Tuticanus cruciatus là một loài nhện trong họ Ctenidae.
Loài này thuộc chi Tuticanus. Tuticanus cruciatus được Eugène Simon miêu tả năm 1897.